# Olympische Sommerspiele 2020/Segeln – 49er (Männer)
Die Segelregatta mit dem 49er der Männer bei den Olympischen Sommerspielen 2020 wurde vom 27. Juli bis 2. August 2021 vor dem Yachthafen Enoshima ausgetragen.

## Titelträger
| Olympiasieger | Peter Burling / Blair Tuke     | Rio de Janeiro 2016 |
| Weltmeister   | Šime Fantela / Mihovil Fantela | Aarhus 2018         |

## Zeitplan
| ● | Regatta | ● | Medal Race |

| Datum   | Juli    | Juli    | Juli    | Juli    | Juli     | August | August |
| Datum   | 27. Di. | 28. Mi. | 29. Do. | 30. Fr. | 31. Sa.  | 1. So. | 2. Mo. |
| ------- | ------- | ------- | ------- | ------- | -------- | ------ | ------ |
| Regatta | 1       | 2/3/4   | 5/6     | 7/8/9   | 10/11/12 | frei   | ●      |

## Ergebnisse
| - † = Streichergebnis - UFD = "U" flag disqualification - BFD = "Black" flag disqualification - RDG = Redress given (Anerkannte Abhilfe) - DNF= Did not finish (Rennen nicht beendet) - DSQ= Disqualifikation - OCS= On the course side of the starting line (Falsche Position bei Start) |

| Rang | Athleten                           | Nation         | Regatta | Regatta | Regatta | Regatta | Regatta | Regatta | Regatta | Regatta | Regatta | Regatta | Regatta | Regatta | Regatta | Punkte | Punkte                |
| Rang | Athleten                           | Nation         | I       | II      | III     | IV      | V       | VI      | VII     | VIII    | IX      | X       | XI      | XII     | MR      | Gesamt | Mit Streich- ergebnis |
| ---- | ---------------------------------- | -------------- | ------- | ------- | ------- | ------- | ------- | ------- | ------- | ------- | ------- | ------- | ------- | ------- | ------- | ------ | --------------------- |
| 1    | Dylan Fletcher Stuart Bithell      | Großbritannien | 2       | 8       | 4       | 1       | 12      | 2       | 2       | 16†     | 3       | 9       | 6       | 7       | 1       | 74     | 58                    |
| 2    | Peter Burling Blair Tuke           | Neuseeland     | 12†     | 3       | 7       | 2       | 10      | 1       | 3       | 6       | 2       | 5       | 2       | 11      | 3       | 70     | 58                    |
| 3    | Erik Heil Thomas Plößel            | Deutschland    | 3       | 13      | 5       | 14†     | 2       | 3       | 1       | 7       | 11      | 2       | 14      | 5       | 2       | 84     | 70                    |
| 4    | Diego Botín Iago López             | Spanien        | 5       | 1       | 2       | 5       | 4       | 10      | 15†     | 2       | 5       | 4       | 12      | 6       | 7       | 85     | 70                    |
| 5    | Jonas Warrer Jakob Precht Jensen   | Dänemark       | 6       | 5       | 10      | 3       | 1       | 4       | 6       | 4       | 14      | 15†     | 5       | 8       | 8       | 87     | 82                    |
| 6    | Bart Lambriex Pim van Vugt         | Niederlande    | 14†     | 2       | 3       | 7       | 6       | 7       | 13      | 14      | 7       | 6       | 7       | 3       | 6       | 101    | 87                    |
| 7    | Jorge Lima José Costa              | Portugal       | 11      | 6       | 9       | 6       | 5       | 20† UFD | 5       | 10      | 1       | 11      | 4       | 4       | OCS     | 114    | 94                    |
| 8    | Šime Fantela Mihovil Fantela       | Kroatien       | 4       | 14      | 8       | 13 STP  | 13      | 6       | 14      | 3       | 20† DSQ | 1       | 10      | 2       | 9       | 126    | 106                   |
| 9    | Łukasz Przybytek Paweł Kołodziński | Polen          | 9       | 7       | 15      | 18†     | 7       | 8       | 7       | 1       | 13      | 17      | 1       | 15      | 4       | 126    | 108                   |
| 10   | Benjamin Bildstein David Hussl     | Österreich     | 10      | 17†     | 6       | 4       | 9       | 9       | 10      | 5       | 16      | 7       | 15      | 13      | 5       | 131    | 114                   |
| 11   | Leo Takahashi Ibuki Koizumi        | Japan          | 17†     | 11      | 13      | 11      | 15      | 11      | 4       | 12      | 4       | 8       | 3       | 16      |         | 125    | 108                   |
| 12   | William Phillips Sam Phillips      | Australien     | 7       | 4       | 1       | 8       | 11      | 15      | 16      | 20† UFD | 18      | 14      | 8       | 9       |         | 131    | 111                   |
| 13   | Robert Dickson Sean Waddilove      | Irland         | 1       | 12      | 11      | 13      | 20† DSQ | 20 DSQ  | 8       | 18      | 8       | 3       | 17      | 1       |         | 132    | 112                   |
| 14   | Sébastien Schneiter Lucien Cujean  | Schweiz        | 16      | 10      | 14      | 10      | 3       | 20† UFD | 9       | 9       | 9       | 18      | 13      | 12      |         | 143    | 123                   |
| 15   | Lucas Rual Emile Amoros            | Frankreich     | 15      | 9       | 16†     | 15      | 8       | 13      | 11      | 15      | 10      | 12      | 16      | 10      |         | 150    | 134                   |
| 16   | Marco Grael Gabriel Borges         | Brasilien      | 8       | 16      | 12      | 9       | 20† DSQ | 20 DSQ  | 20 UFD  | 8       | 6       | 19      | 11      | 18      |         | 167    | 147                   |
| 17   | Ganapathy Kelapanda Varun Thakkar  | Indien         | 18      | 18      | 17      | 19†     | 14      | 5       | 17      | 11      | 15      | 16      | 9       | 14      |         | 173    | 154                   |
| 18   | Benjamin Talbot Alex Burger        | Südafrika      | 13      | 15      | 18      | 17      | 17      | 14      | 12      | 13      | 17      | 10      | 19†     | 17      |         | 182    | 163                   |
| 19   | William Jones Evan DePaul          | Kanada         | 19      | 19      | 20† UFD | 16      | 16      | 12      | 18      | 17      | 12      | 15      | 18      | 19      |         | 201    | 181                   |